# Naqoura
Naqoura es una localidad costera de Líbano, en la gobernación del Sur, distrito de Tiro. Se encuentra en la costa del mar Mediterráneo a una altitud de 100 m s. n. m., la distancia a Beirut, (capital del Líbano), es de 100 km aproximadamente, su población es de 4150 habitantes, su clima es mediterráneo, gozando de sol 300 días del año, su invierno es templado. Las escuelas enseñan en árabe, en inglés y en francés.
Desde marzo de 1978 se encuentra con sede en Naqoura la Fuerza Provisional de las Naciones Unidas para el Líbano (FPNUL o UNIFIL en inglés).

## Población
Como consecuencia de las guerras y conflictos internos, unos 1200 aldeanos fueron desplazados a otras partes del país, y unos 500 emigraron a países de Europa y a Canadá.

## Economía
La población activa del pueblo representa 25 % de la población total. La mayoría de los jóvenes son contratados por las fuerzas de las Naciones Unidos estacionadas en el pueblo, y la principal actividad de los habitantes es la pesca. El sector agrícola se dedica principalmente al cultivo de los cítricos, si bien el sector sufre de la poca disponibilidad de tierras cultivables que representan 1000 dunams de los 37.000 que cuenta el municipio.

## Educación
Los niños de Naqoura asisten a educación primaria en su pueblo pero tienen que trasladarse a Tiro o Alma Al Shaab para seguir estudiando.

## Sanidad
Las instalaciones sanitarias son limitadas: el pueblo sólo dispone de un centro de salud del ministerio
de Asuntos Sociales, que ofrece chequeos generales, vacunas y medicinas.

## Sede de la FPNUL
Esta fuerza fue creada por el Consejo de Seguridad de las Naciones Unidas para confirmar la retirada de Israel de los territorios ocupados en el sur del Líbano, restaurar la paz internacional y la seguridad y asistir al gobierno libanés en restablecer su autoridad en el área.
Después de la Guerra del Líbano de 1982 (llamada Operación Paz para Galilea por Israel) de 1982, Nakoura se convirtió en parte de la Zona de Seguridad israelí. En noviembre de 1983, funcionarios israelíes y libaneses comenzaron una serie de reuniones en la sede de la ONU en Naqoura para negociar una retirada israelí.
En el otoño de 1986, el Ejército del Sur del Líbano de Antoine Lahd construyó un pequeño puerto en Nakoura desde el cual un ferry conectaba con Jounieh, al norte de Beirut. El 3 de septiembre de 1991, un soldado sueco que servía en la FPNUL fue asesinado cuando fue atrapado en un tiroteo entre pistoleros palestinos y soldados del SLA en Naqoura. Doce días después, el 15 de septiembre, otro soldado sueco murió y otros cinco soldados suecos y franceses resultaron heridos cuando hombres armados palestinos que tenían la intención de llevar a cabo un ataque contra la ciudad israelí de Nahariya en ruta a su objetivo en barco desembarcaron por error en Naqoura y se enfrentaron a las tropas de la FPNUL. Uno de los pistoleros murió y otro resultó herido.
A febrero de 2010 se encontraban apostados en el lugar 17.504 soldados, constituidos por más de 30 países, las bajas que han sufrido desde su emplazamiento son de 202 soldados, 2 observadores militares, 6 civiles de personal internacional y 47 civiles libaneses, haciendo un total de 283 bajas desde 1978 al 2010. Esta organización cuenta con un presupuesto anual de más de 500 millones de dólares.

### Ataques contra la FINUL de 2024

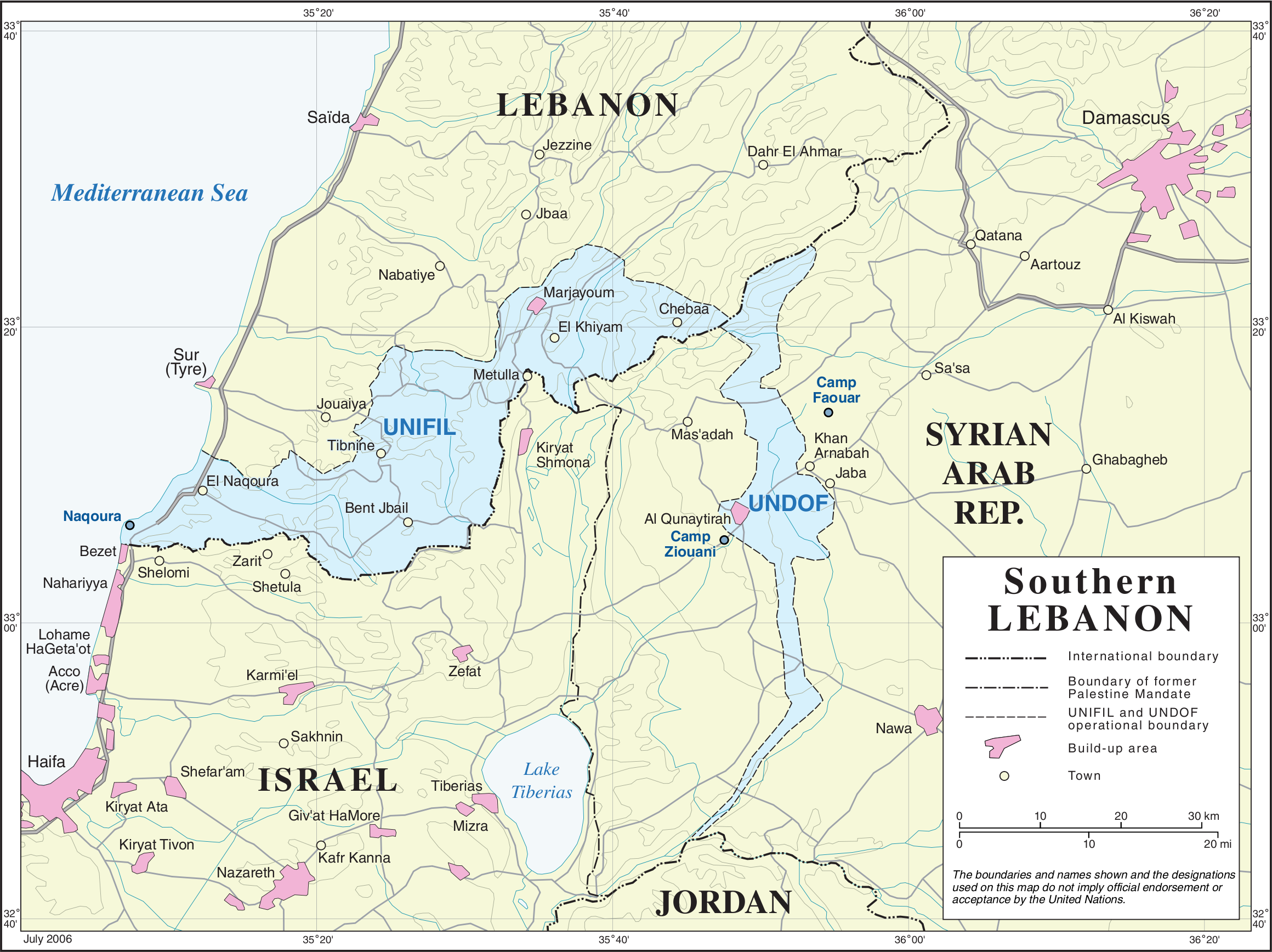
Naqoura en el área de operación de las fuerzas de las Naciones Unidas (UNIFIL/FPNUL)

Según la misión de mantenimiento de la paz de la ONU, el 9 de octubre soldados israelíes dispararon deliberadamente contra las cámaras de vigilancia del perímetro de la posición y las inutilizaron. También dispararon contra un puesto de la ONU donde se celebraban reuniones tripartitas periódicas antes de que comenzara el conflicto, dañando la iluminación y una estación de retransmisión.
La misión de la ONU declaró que «En los últimos días hemos visto incursiones de Israel en Líbano en Naqoura y otras zonas» y que «Soldados de las FDI se han enfrentado con elementos de Hezbolá sobre el terreno en Líbano». Los soldados israelíes también dispararon contra la entrada del búnker donde se refugiaban las fuerzas de paz y dañaron vehículos y un sistema de comunicaciones. Se observó un avión no tripulado israelí volando dentro de la posición de la ONU hasta la entrada del búnker.
El 10 de octubre un tanque de las fuerzas israelíes disparó contra una torre de observación del cuartel general de Naqoura, impactando directamente contra ella y provocando su caída. Dos miembros de las fuerzas de paz resultaron heridos sin gravedad, pero tuvieron que ser hospitalizados. Al día siguiente, viernes 11 de octubre, las Fuerzas de Defensa de Israel volvieron a disparar un proyectil de artillería desde un tanque contra la entrada principal del centro de mando de la Misión de Naciones Unidas, frente al puesto de control del Ejército libanés, hiriendo a al menos dos soldados del batallón de Sri Lanka.
El 16 de diciembre de 2024, después de que se alcanzara un acuerdo de alto el fuego entre Líbano e Israel, la agencia de noticias libanesa, National News Agency (NNA), informó que el ejército israelí demolió y detonó numerosas casas en la aldea, acompañado de una incursión de tanques y unidades de infantería. El 6 de enero de 2025, el Ejército libanés informó que sus fuerzas se desplegaron en los alrededores de Naqura, cerca de la frontera sur con Israel, tras la retirada del Ejército israelí. El 8 de enero, después de la retirada israelí de la aldea, se publicaron varios vídeos en los que se puede apreciar la enorme devastación sufrida por la localidad.